# ゴミ漁り
ゴミ漁り（ゴミあさり）とは、他人が出したゴミを当人に無断で漁ること。
英語ではDumpster diving（ダンプスター・ダイビング）というが、文脈により意味はさまざまである。
また、ごみを分析しそこから実態を解明する調査法をGarbology（ガーボロジー）という。

## 目的

### 機密情報などの取得
情報セキュリティ用語におけるダンプスター・ダイビング（Dumpster diving）とは、ソーシャル・エンジニアリングの一種で、廃棄物（ごみ）の中から機密情報等を入手する行為である。このような行為はスカベンジング（scavenging）とも呼ばれ、データサルベージなどとともに情報セキュリティの観点から問題となる。

#### 個人情報
趣味で行う者もいれば、探偵などの仕事で行う者もいる。ストーカー行為の一環である場合もある。要はそのゴミを捨てた者の私生活やそれに関連する情報を知ることが目的である。レシートや明細書、手紙など文字で得られる情報の他、ゴミの内容から、対象となった人の嗜好や生活ぶりを推量することもある。
情報を得た後、ただ他人の私生活を垣間見て楽しむ者もいれば、電話番号や公共料金、クレジットカード番号などを知ってその情報を売却したり、対象となる者に近づいたりする。ゴミ収集車が来る直前に出す・防犯カメラの設置・町内会などによる見回り等の対策がある。

#### 企業の機密情報
コンピュータクラッキングなどの技術的な手段ではなく、不用意に捨てられた、パスワードが書かれた紙などを通して企業のセキュリティ情報を得る行為。機密情報の保護の観点からは適切な廃棄方法を徹底することが重要になる。

### 再利用
ホームレスや、ゴミ回収の委託業者以外の廃品回収業者が、古本その他商品価値のあるものをゴミ箱やゴミ集積所から持ち出すことが往々にして行われている。また、一般の者が自宅での使用目的や販売目的で漁る場合もある。（実際に拾った廃家電等を修理して販売し利益を上げた商店もある。）